# 仁沙镇
仁沙镇是中国重庆市丰都县下辖的一个镇。

## 行政区划
仁沙镇辖14个行政村。
- 村：石盘滩村、永坪寨村、仁寿村、古佛村、田家沟村、罗家桥村、七星寨村、陶家坪村、隆家沟村、打谷坝村、红庙子村、熊家河村、杭家坪村、李家坪村